# 사사키와 미야노

《사사키와 미야노》(일본어: 佐々木と宮野)는 하루소노 쇼가 지은 일본의 BL 만화이다. 하루소노가 pixiv에 게재하고 있던 『사사키와 미야노의 어떤 이야기』를 개제, 상업화한 작품으로 2016년부터 『진 픽시브』에서 연재화되었다. 본편과 파생작인 《히라노와 카기우라》(일본어: 平野と鍵浦)는 모두 KADAKAWA에서 간행하고 있다. 대한민국에서는 대원씨아이에서 간행하고 있다. 텔레비전 애니메이션은 스튜디오 딘에서 만들어 도쿄 MX 등에서 2022년 1월 10일부터 3월 28일까지 방영하였으며, 대한민국에서는 애니맥스 코리아에서 2022년 1월 11일부터 3월 29일까지 자막판으로 방영되었다.

## 방영 목록
| 회차         | 제목                      | 방송 일자       |
| ------------ | ------------------------- | --------------- |
| 1화          | 처음                      | 2022년 1월 10일 |
| 2화          | 좋아하는 애               | 2022년 1월 17일 |
| 3화          | 선배는                    | 2022년 1월 24일 |
| 4화          | 한계                      | 2022년 2월 1일  |
| 5화          | 하나씩                    | 2022년 2월 8일  |
| 6화          | 마음                      | 2022년 2월 15일 |
| 7화          | 곤란하게 하기는 싫은데    | 2022년 2월 22일 |
| 8화          | 깨달았어                  | 2022년 3월 1일  |
| 9화          | 선배를 소중히 하고 싶어서 | 2022년 3월 8일  |
| 10화         | 사랑                      | 2022년 3월 15일 |
| 11화         | 이 감정을 어떡하면 좋을까 | 2022년 3월 22일 |
| 12화(최종화) | 내일                      | 2022년 3월 29일 |

## 극장판
《사사키와 미야노 -졸업편-》(일본어: 佐々木と宮野ー卒業編ー)의 타이틀로 2023년 2월 17일에 개봉했고 동시에 《히라노와 카기우라》(일본어: 平野と鍵浦)를 원작한 단편 영화가 동시에 상영했다